# Aeropuerto Internacional Toronto Pearson
El Aeropuerto Internacional Toronto Pearson (o Aeropuerto Internacional Lester B. Pearson) es un aeropuerto internacional en Mississauga, Ontario, que sirve principalmente a la ciudad de Toronto. Es el aeropuerto más ocupado de Canadá y se en encuentra en el puesto 29 de los más transitados del mundo por número de pasajeros atendidos anualmente (cerca de 32,3 millones en 2008).
Fue inaugurado en 1939 como Malton Airport (en la ciudad de Malton, actualmente parte de la ciudad de Mississauga), habiendo sido rebautizado dos veces, la última, en 1984, en homenaje a un primer ministro canadiense, Lester Bowles Pearson, que nació en Malton.
El aeropuerto cuenta con tres terminales de pasajeros y cinco pistas de aterrizaje, siendo actualmente capaz de atender a cerca de 35 millones de pasajeros al año. En la actualidad está pasando por un proceso de expansión, que aumentará su capacidad anual a cerca de 50 millones en 2015. La principal aerolínea del aeropuerto es Air Canada.

## Terminales
El Aeropuerto Internacional Toronto Pearson actualmente cuenta con dos terminales en operación: La Terminal 1 y la Terminal 3. T1 abrió sus puertas el 6 de abril de 2004. La antigua Terminal 1, que fue cerrada simultáneamente, fue demolida para hacer espacio adicional a nuevas puertas en la Sala E. La Sala F en la Terminal 1, que tiene un final ampliado llamado " Hammerhead F", abrió el 30 de enero de 2007 para reemplazar la Terminal 2. Esta sala es para tráfico internacional y agrega 7 millones de pasajeros al año a la capacidad total del aeropuerto. La reconstrucción del aeropuerto fue un desafío logístico ya que las terminales existentes permanecieron operacionales en medio de la construcción y la demolición.
El Aeropuerto Internacional Toronto Pearson es uno de los ocho aeropuertos canadienses que cuenta con instalaciones del Predespacho de Aduana de Frontera de los Estados Unidos y se localiza en la Terminal 1 y en el Terminal 3.

### Terminal 1

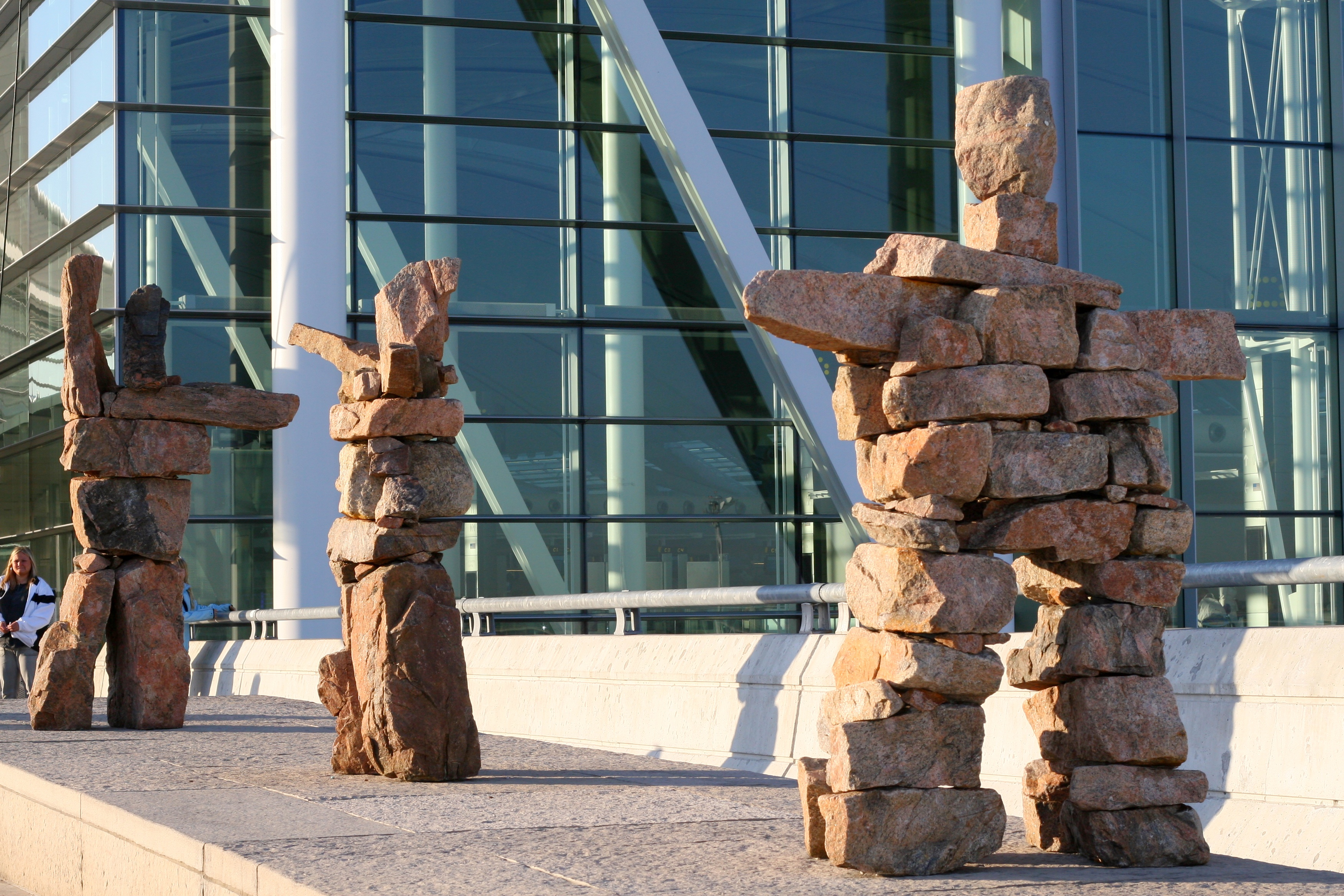
Las esculturas de Inuksuit están de pie delante de la entrada en el Terminal 1.

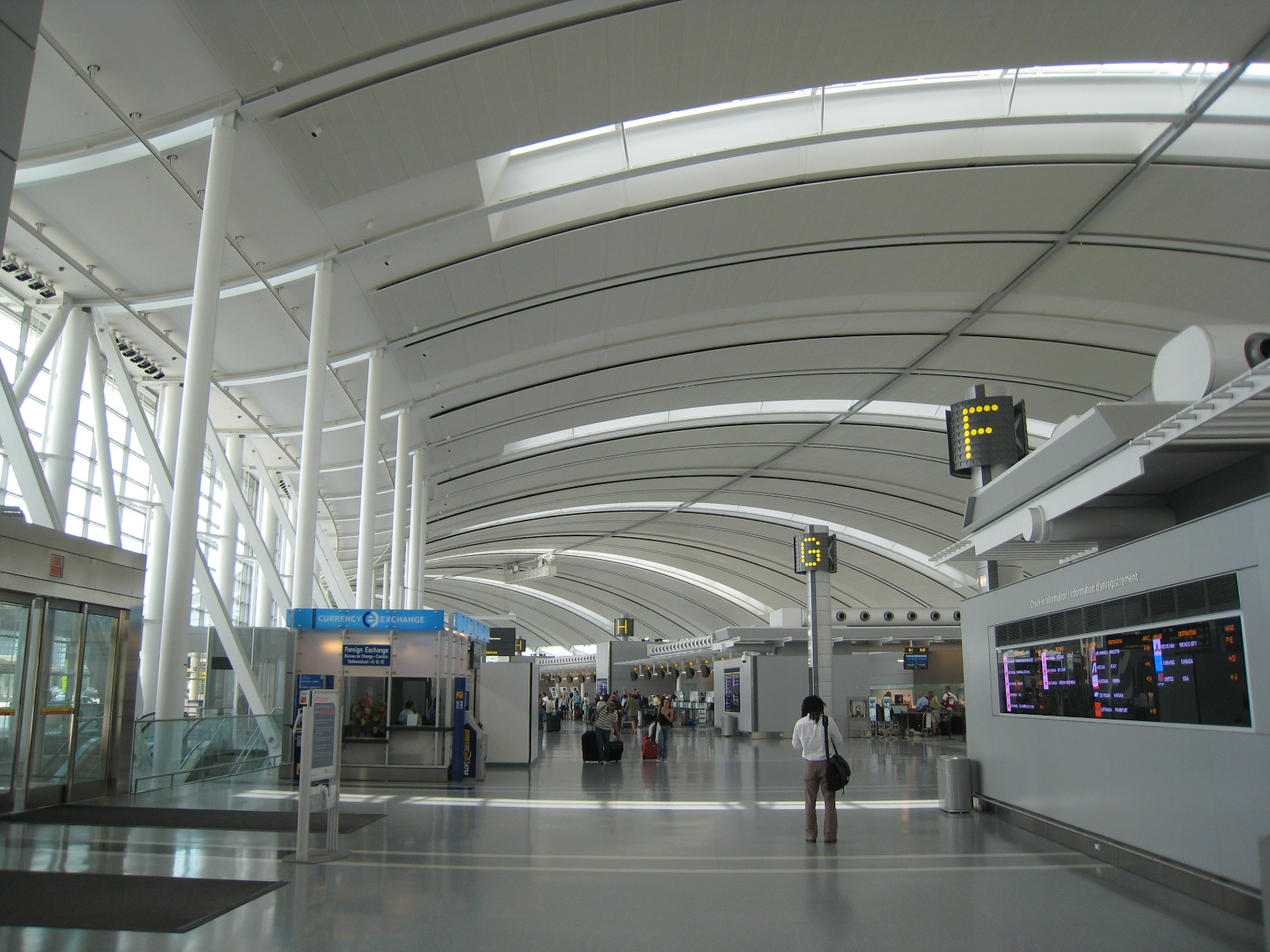
El nuevo pasillo de registro de la Terminal 1

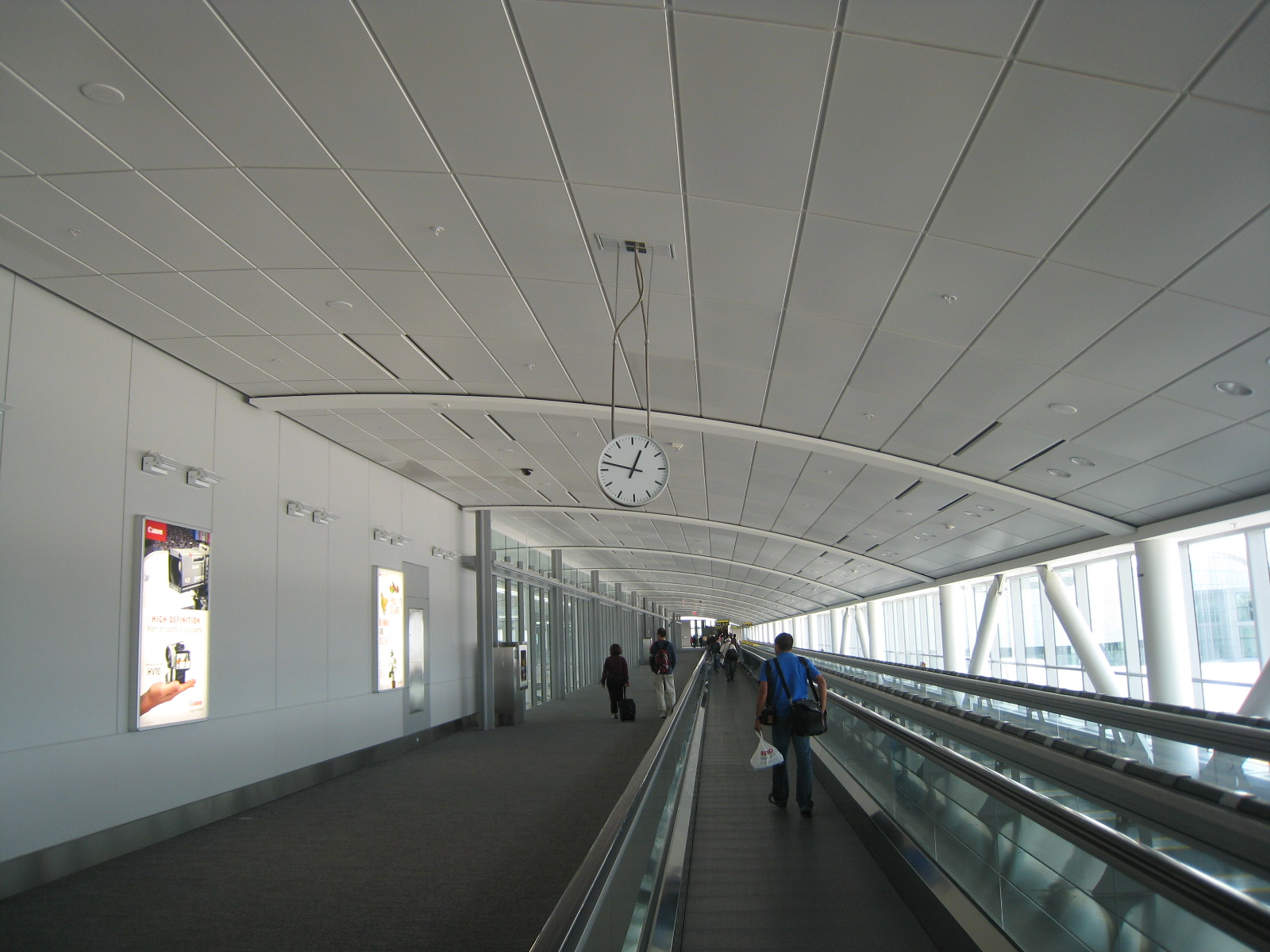
Pasarela movediza conduciendo a puertas de la salida

La Terminal 1 fue diseñada para manejar los vuelos de cabotaje, internacionales y de conexión en sus instalaciones. La Terminal cuenta con tres zonas de embarque: La Sala D y E con 38 puertas (abierta el 1 de noviembre de 2005) y la Sala F con 23 puertas (abierta el 30 de enero de 2007). La Sala F sirve a los vuelos internacionales y en conexión, remplazando a la Terminal 2 y a la Terminal de Cuadro (TDC). La Sala G será construida en un futuro si la demanda lo requiere.
La terminal fue diseñada por Skidmore, Owings and Merrill International Ltd., Arquitectis Asociados Adamson y Moshe Safdie y Asociados.
La Terminal 1 tiene 58 puertas: 101, 103, 105, 107-112, 120, 122, 124, 126, 128, 131-145, 151, 153, 155, 157, 160-163, 164A-164B, 165, 166A-166B, 167-181, 191, 193.

#### Terminal de Cuadro (TDC)
Construida durante el 2001-2002, y abierta al público el 6 de abril de 2003, la TDC fue hecha para manejar el tráfico desplazado durante el desarrollo de la Terminal 1.
LA TDC tiene 11 puertas (521 a 531), y actualmente no está en uso. Será puesta en operación cuando la demanda de pasajeros aumente hasta el punto en que la Terminal 1 necesite volverse a expandir. LA GTAA también ha discutido sobre el uso de la Terminal de Cuadro para vuelos de gran seguridad, como los que van al Medio Oriente e India. Es frecuentemente usada como localización para programas de televisión y películas.

#### Sala de Espera Este
La Sala de Espera Este fue agregada en 1990 y originalmente servía como terminal satélite para la Terminal 2, ocupándose de la mayoría de los vuelos de conexión cortos de Air Ontario y después de Air Canada Jazz. A pesar de que solo puede acomodar aproximadamente 12 aeronaves turbo-prop, La Sala de Espera Este ha sido designada parte de la Terminal 2 con los antiguos números de puertas (200-299) y permanecerá en operación hasta la remota expansión de Terminal 1. A la Sala de Espera Este se accedía originalmente por un autobús desde la Terminal 2, pero ahora se accede a ella por un autobús desde la Terminal 1, después de haber pasado por la instalación del Predespacho de Aduana de Frontera de EU.

### Terminal 3
La Terminal 3, que abrió el jueves 21 de febrero de 1991, fue construida para compensar el Tráfico de la antigua Terminal 1 y la Terminal 2. La Terminal 3 fue inicialmente nombrada como "Terminal 3 Trillium" y "La Terminal Trillium". Fue construida como una empresa privada y pensada como una terminal "state of the art", y contiene una instalación de Predespacho de Aduana estadounidense. Un estacionamiento y un hotel (anteriormente Swissôtel, hoy Sheraton) se localizan frente a la terminal. Un puente peatonal convencioanl conecta a la terminal con el hotel y el estacionamiento. En 1997 la GTAA compró la Terminal 3 implementando desde entonces una expansión de C$350 millones.[cita requerida]
El equipo de Construcción de la GTAA para la Terminal 3 (T2EC) fue formado para observar la expansión de la Terminal. En el 2005, la expansión de la Sala C fue abierta. En junio de 2006, la Extensión de Procesador del Este (EPE) comenzó operaciones. Con un techo ondulante y de planeo, la EPE agregó 40 nuevos mostradores de documentación, nuevo espacio de ventas, más pantallas para equipaje y una imagen que ofrece una gran ventana hacia la plataforma que permite ver los lugares en el aeropuerto. Los Servicios de Migración Canadienses fueron mejorados y más salas de espera fueron incluidas en la Fase I de la expansión. En la Fase II de la EPE fue completada en el 2007 e incluye áreas de seguridad más grandes y nuevas bandas de reclamo de equipaje internacionales.
La Terminal 3 tiene 38 puertas: A2-A6, B7-B8, B10-B23, C24-C41

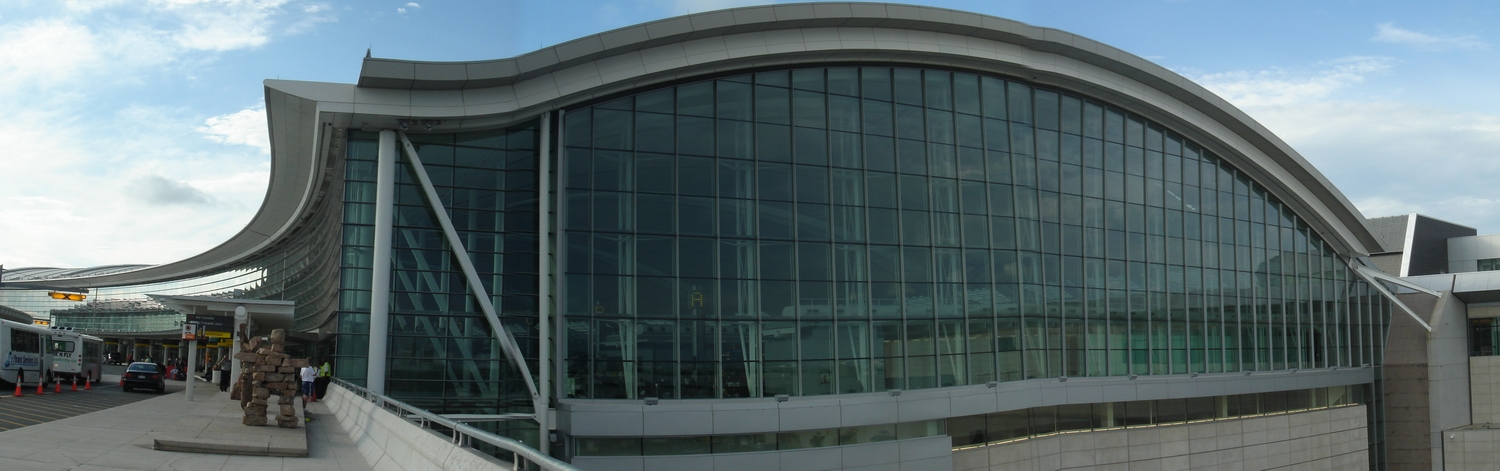
La Terminal 1 del Aeropuerto Internacional Toronto Pearson.

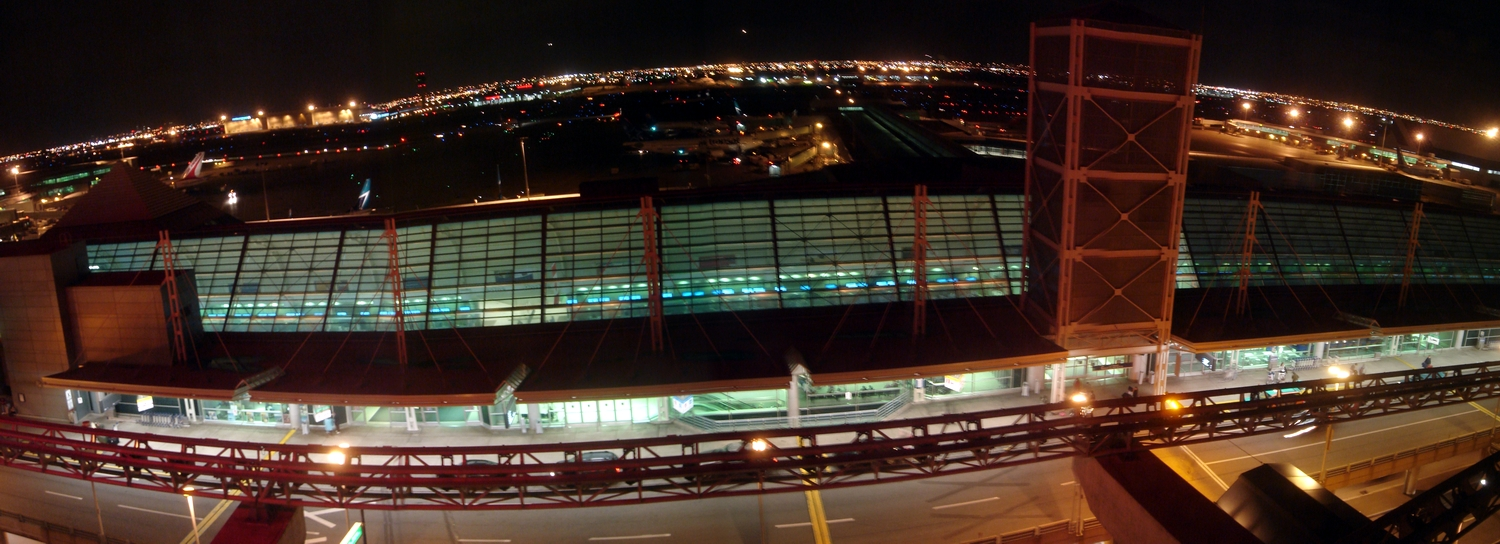
Vista Aérea de la Terminal 3.

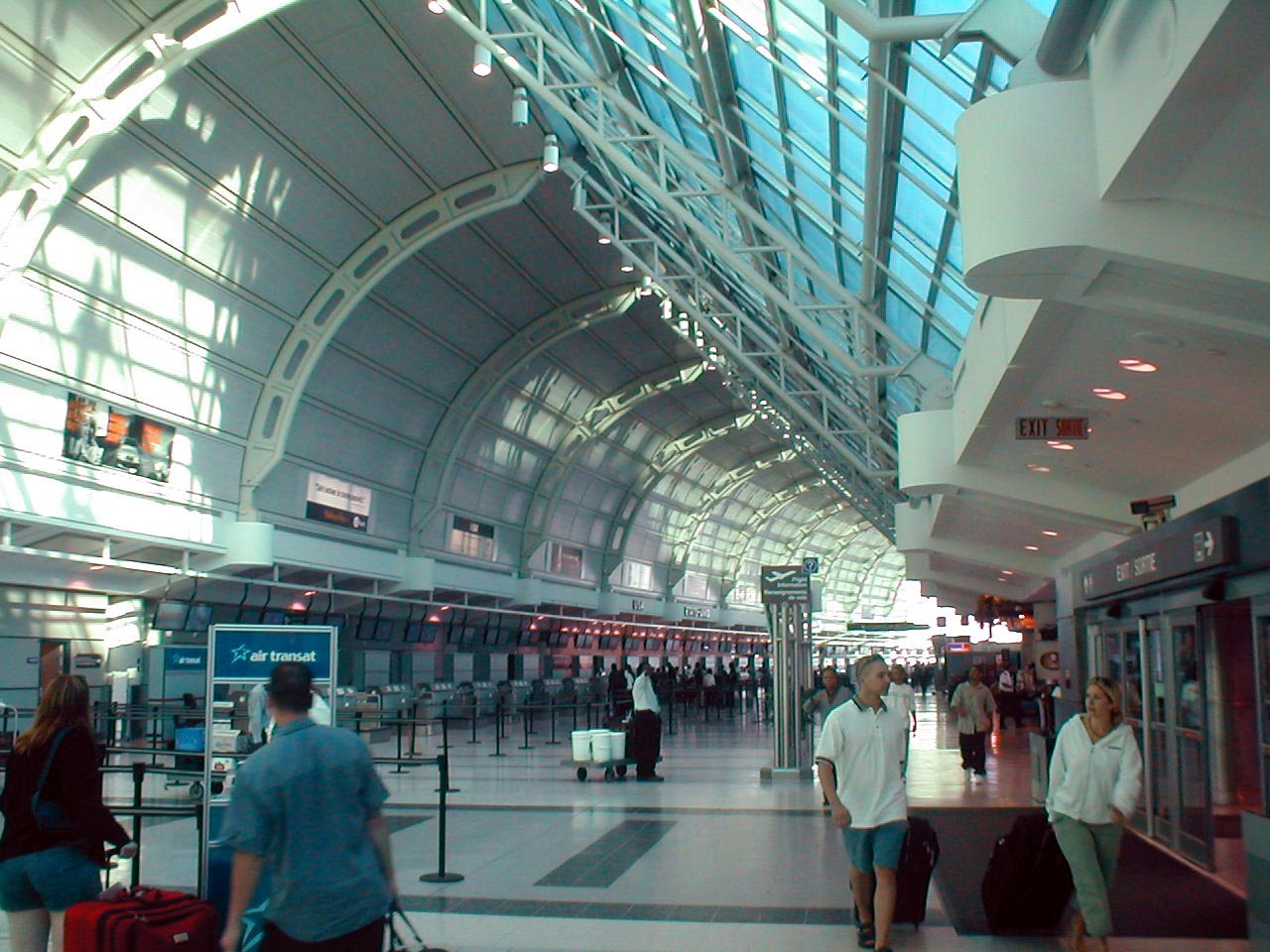
Interior de la Terminal 3.

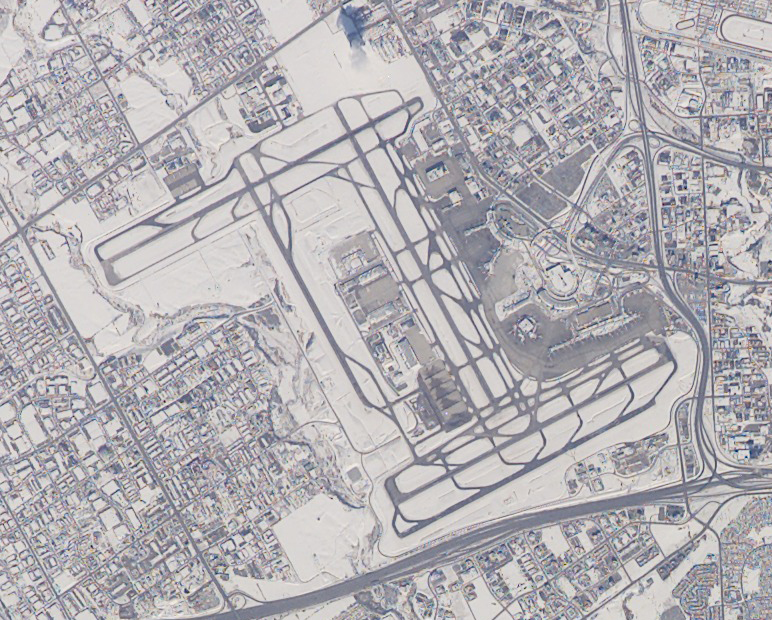
Vista aérea del aeropuerto en temporada invernal.

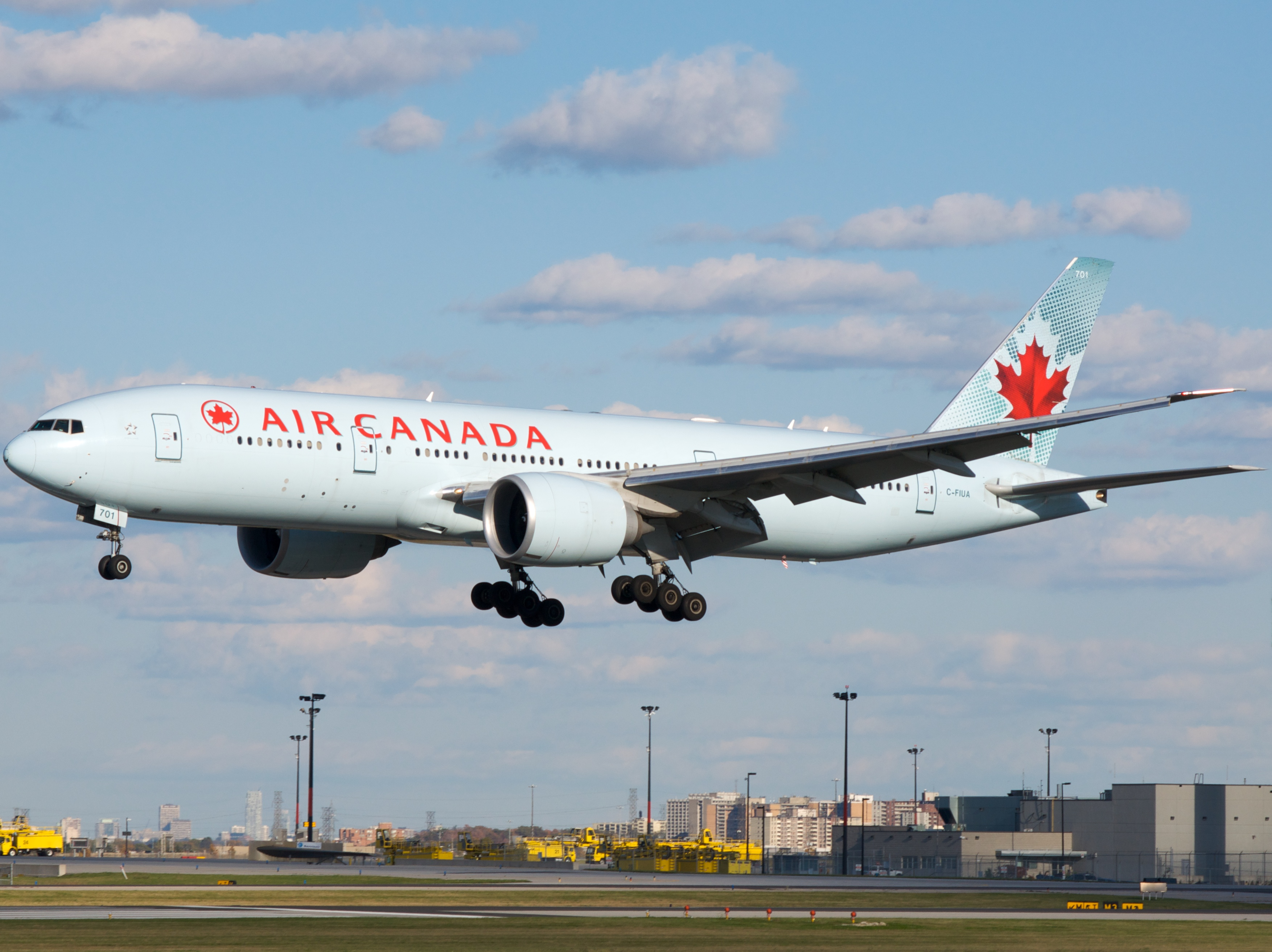
Un Boeing 777-200LR de Air Canada llegando a YYZ desde Hong Kong

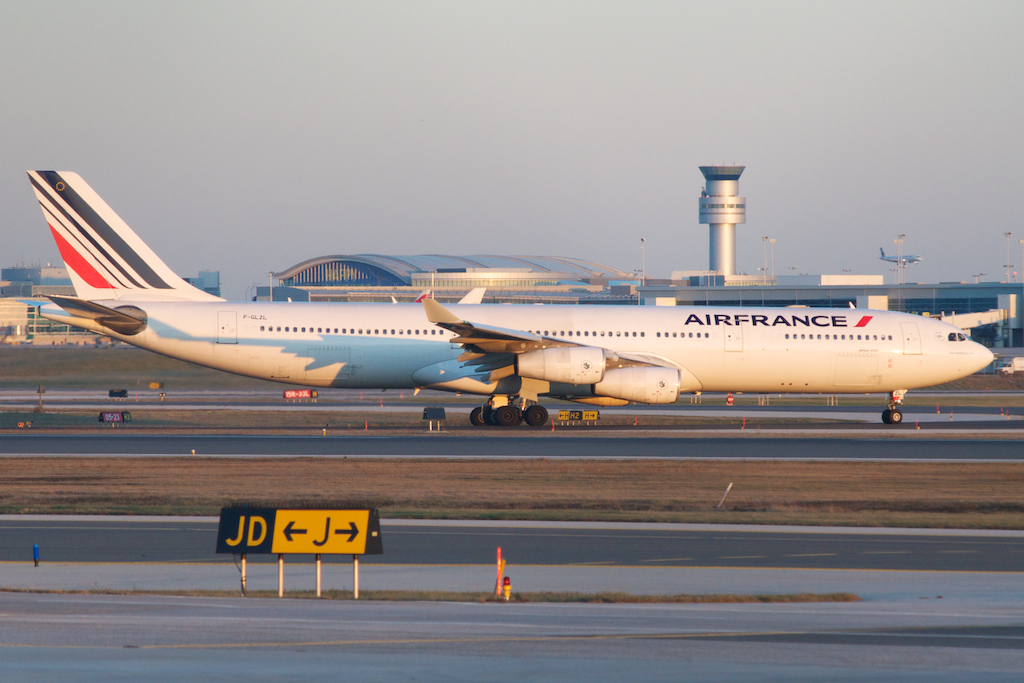
Un Airbus A340-300 de Air France en rodaje de salida de YYZ a París

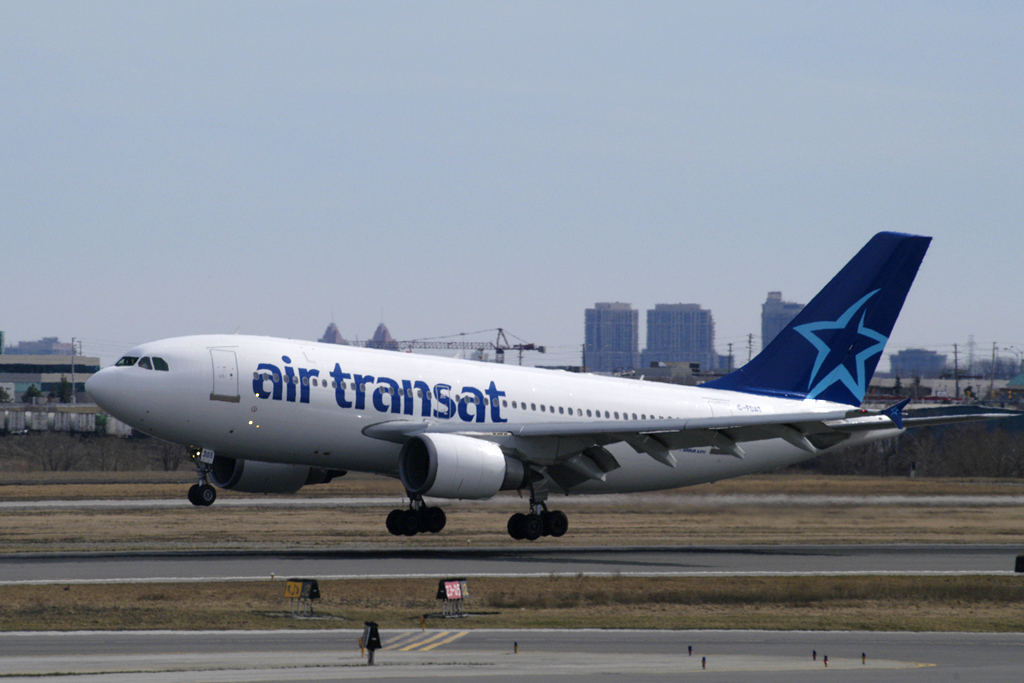
Un Airbus A310-300 de Air Transat llegando a YYZ de Glasgow

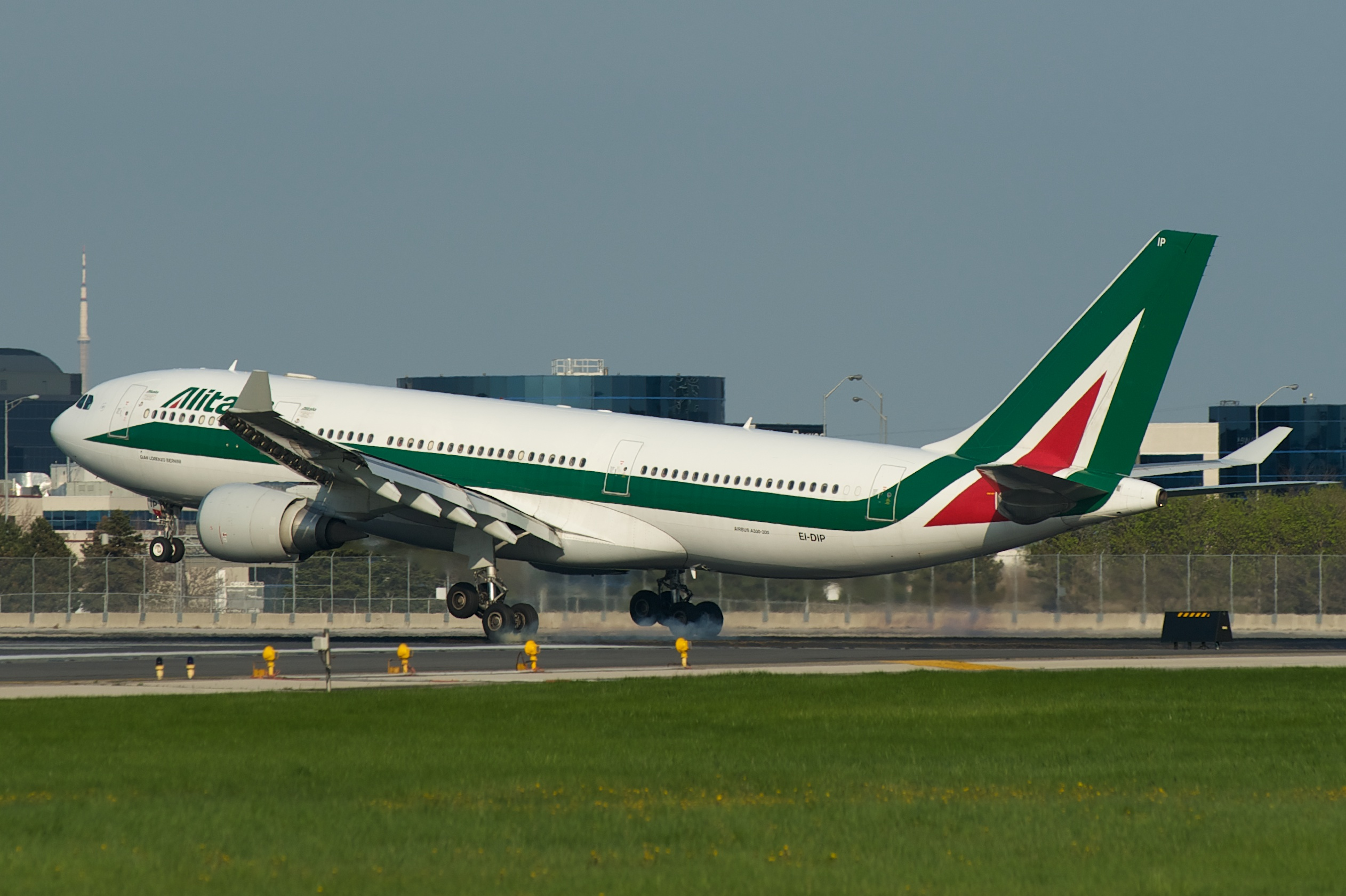
Un Airbus A330-200 de Alitalia llegando a YYZ deRoma

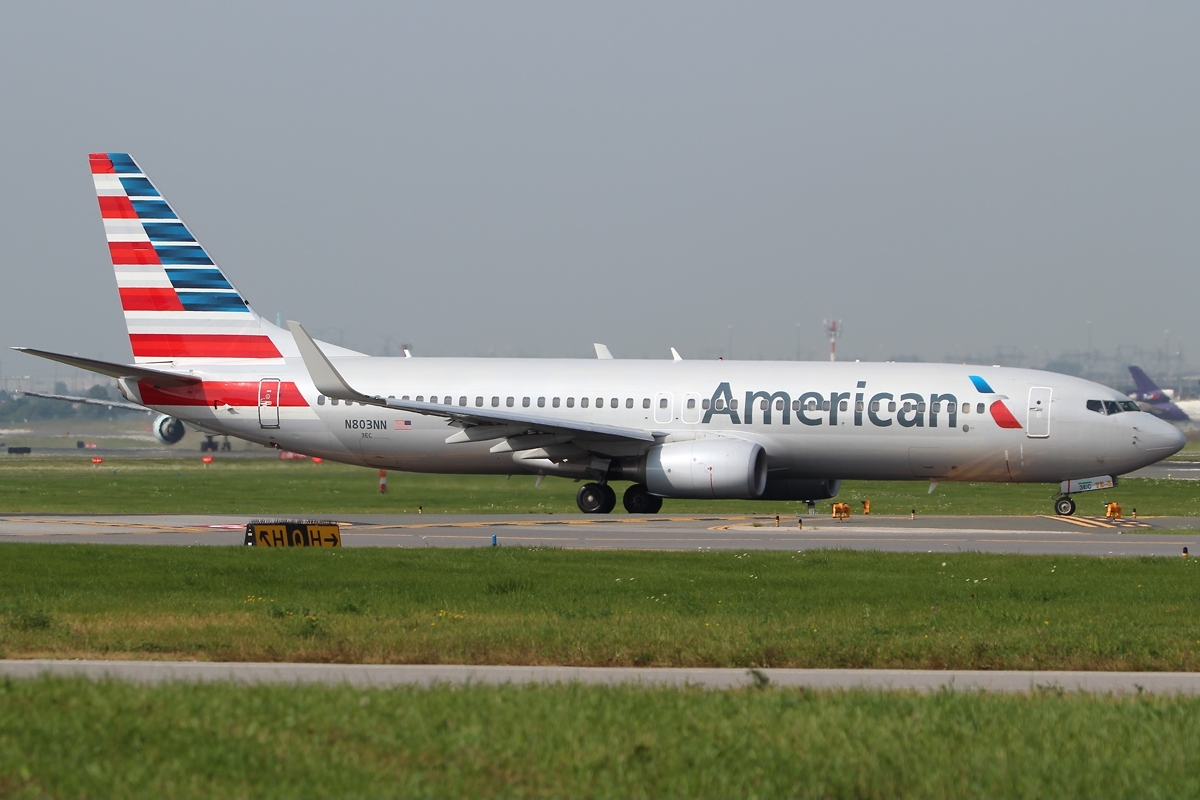
Un Boeing 737-800 de American Airlines rodando en salida de YYZ a Miami

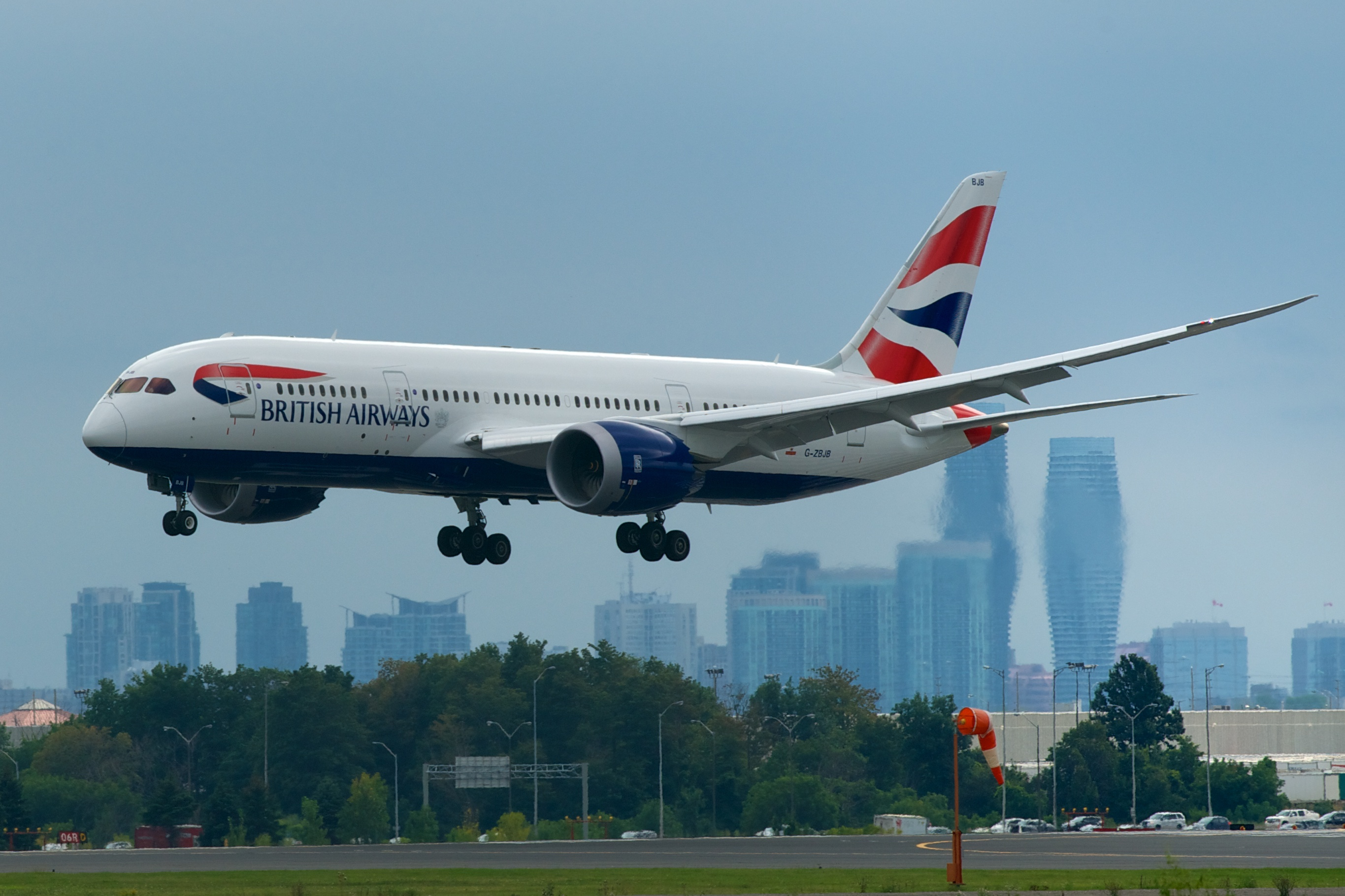
Un Boeing 787-8 de British Airways llegando a YYZ de Londres, con el horizonte de Mississauga en el fondo

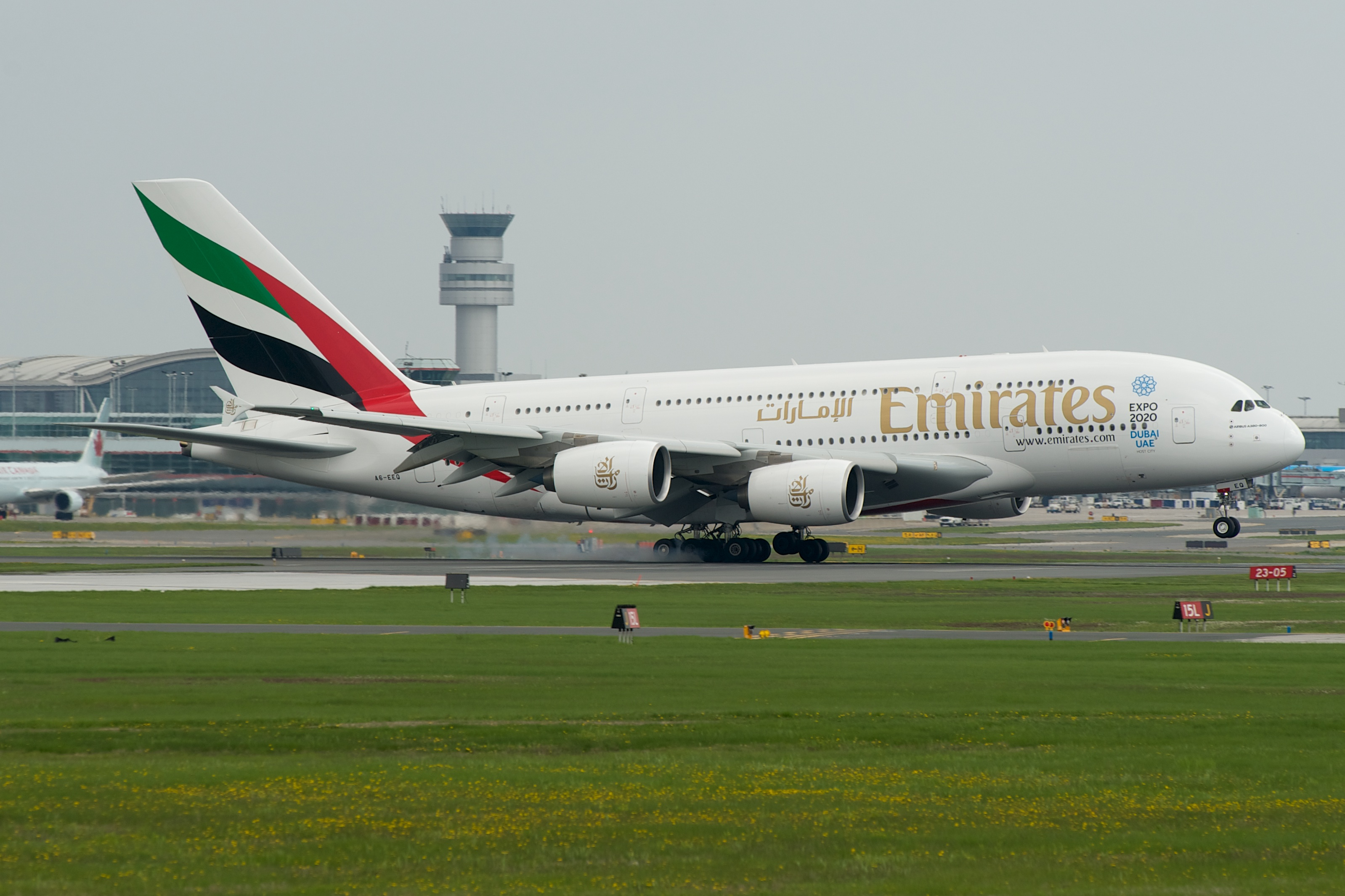
Un Airbus A380 de Emirates llegando a YYZ de Dubái

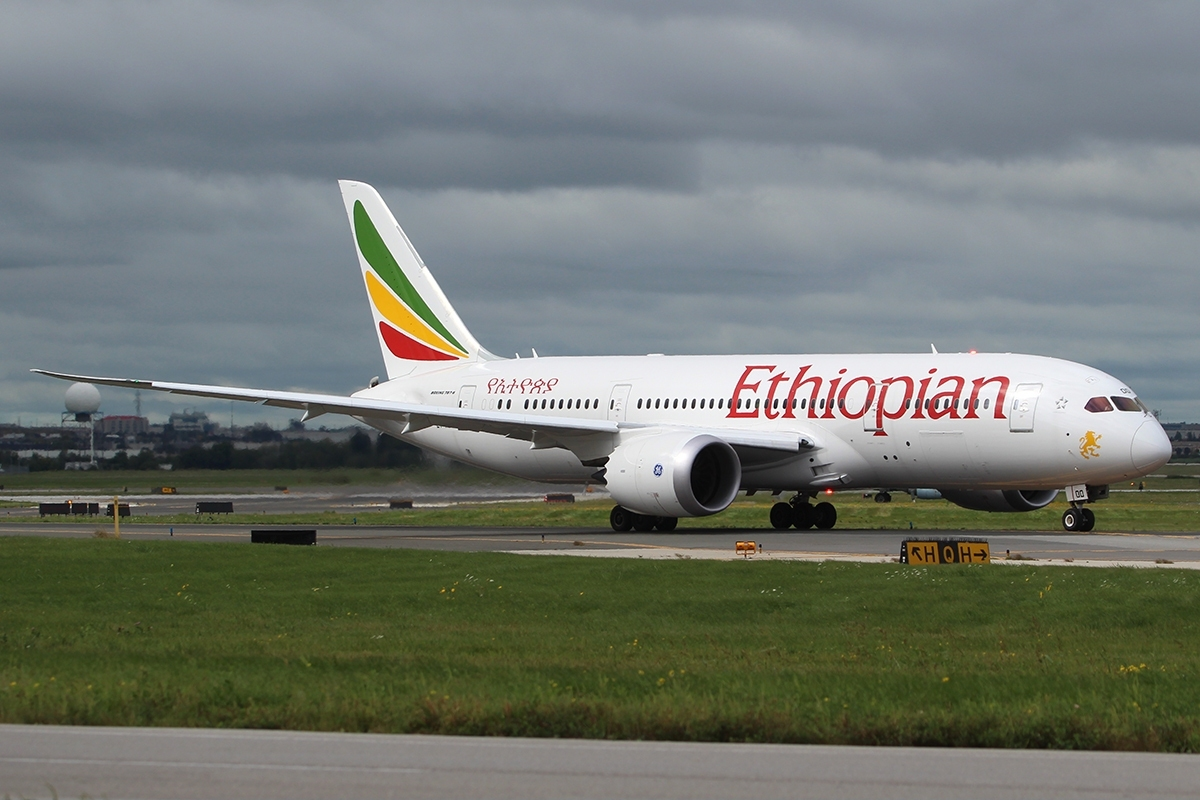
Un Boeing 787-8 de Ethiopian Airlines listo para despegar de YYZ a Addis Ababa

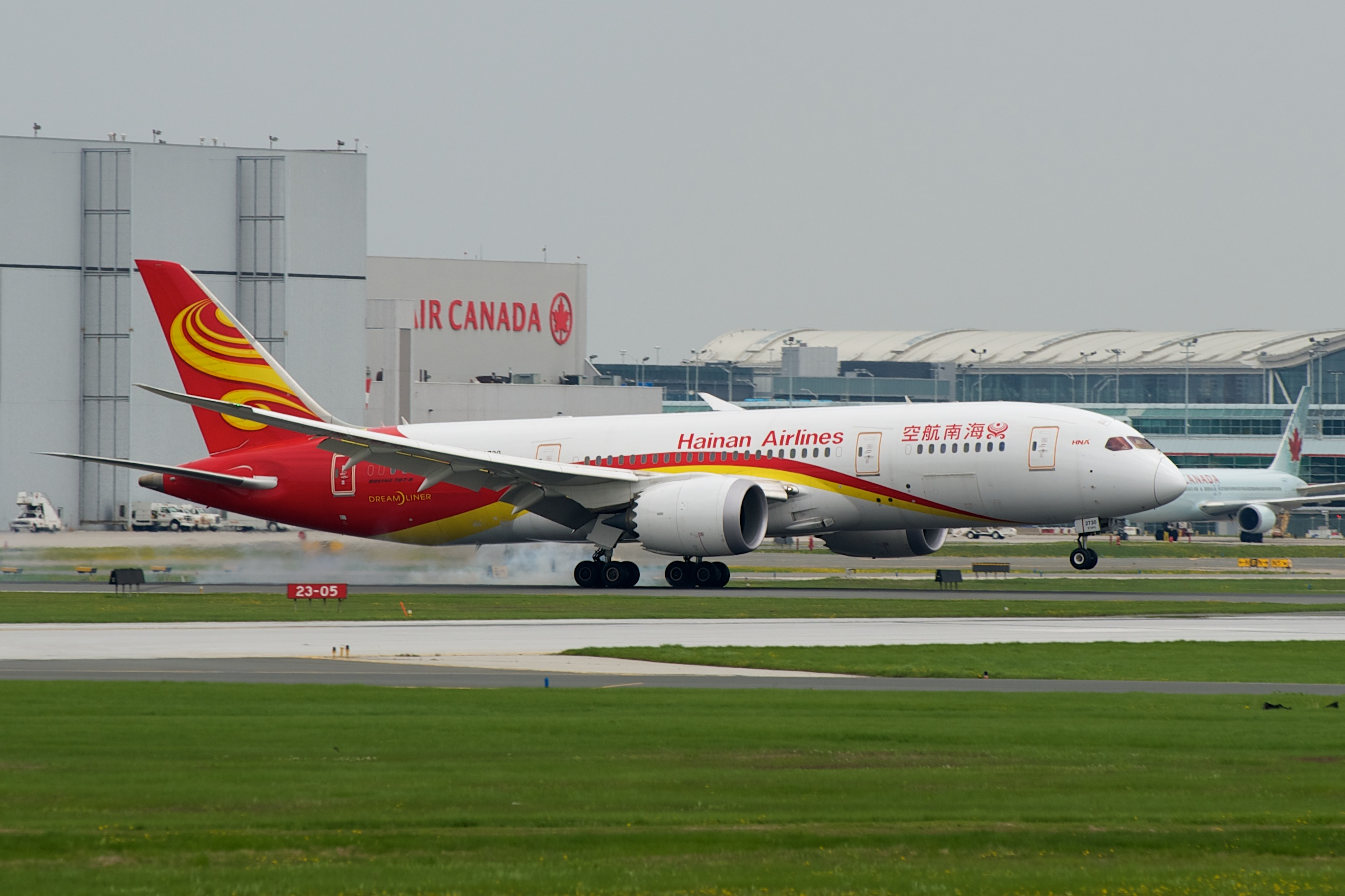
Un Boeing 787-8 de Hainan Airlines llegando a YYZ de Pekín

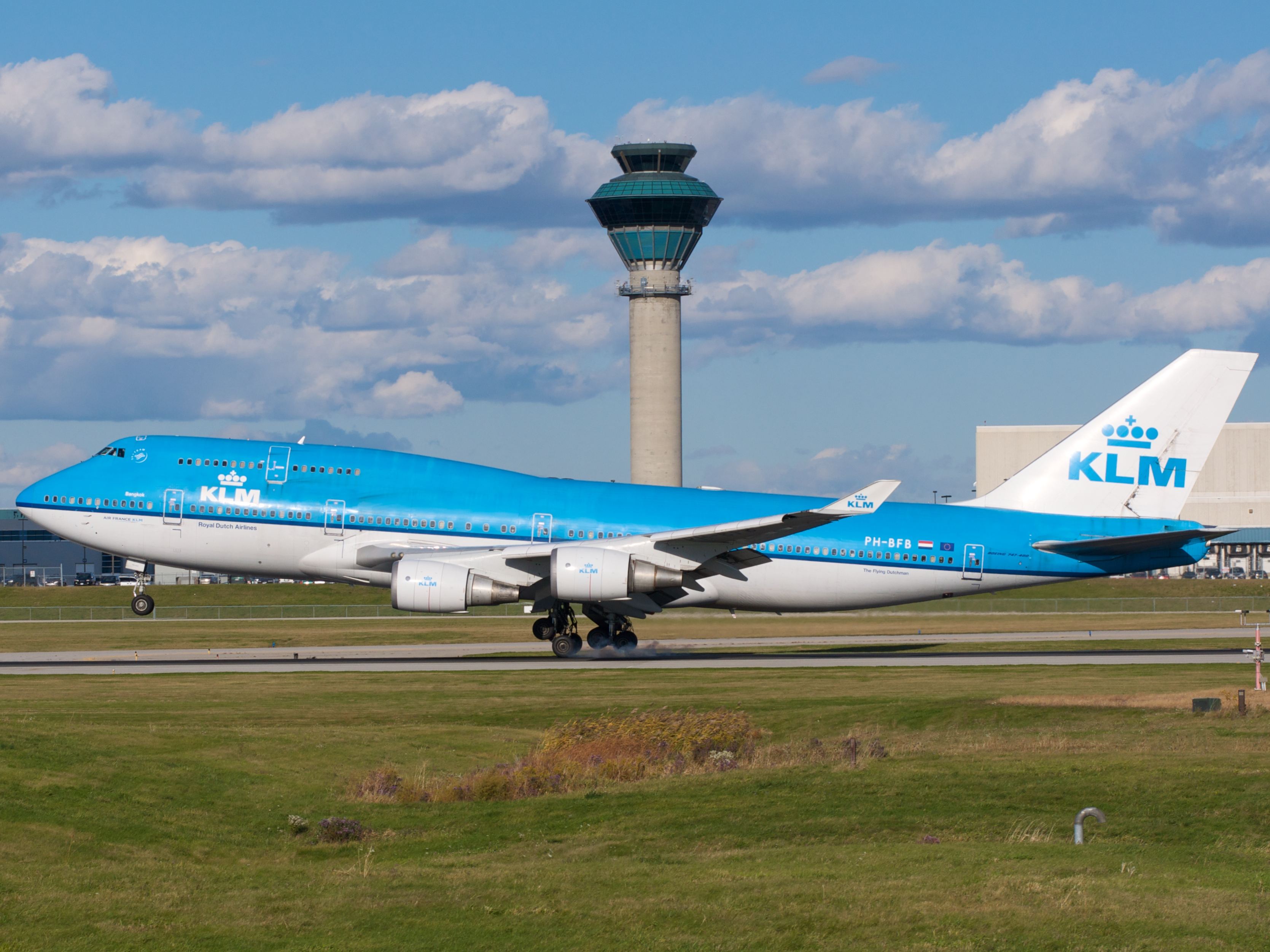
Un Boeing 747-400 de KLM llegando a YYZ de Ámsterdam

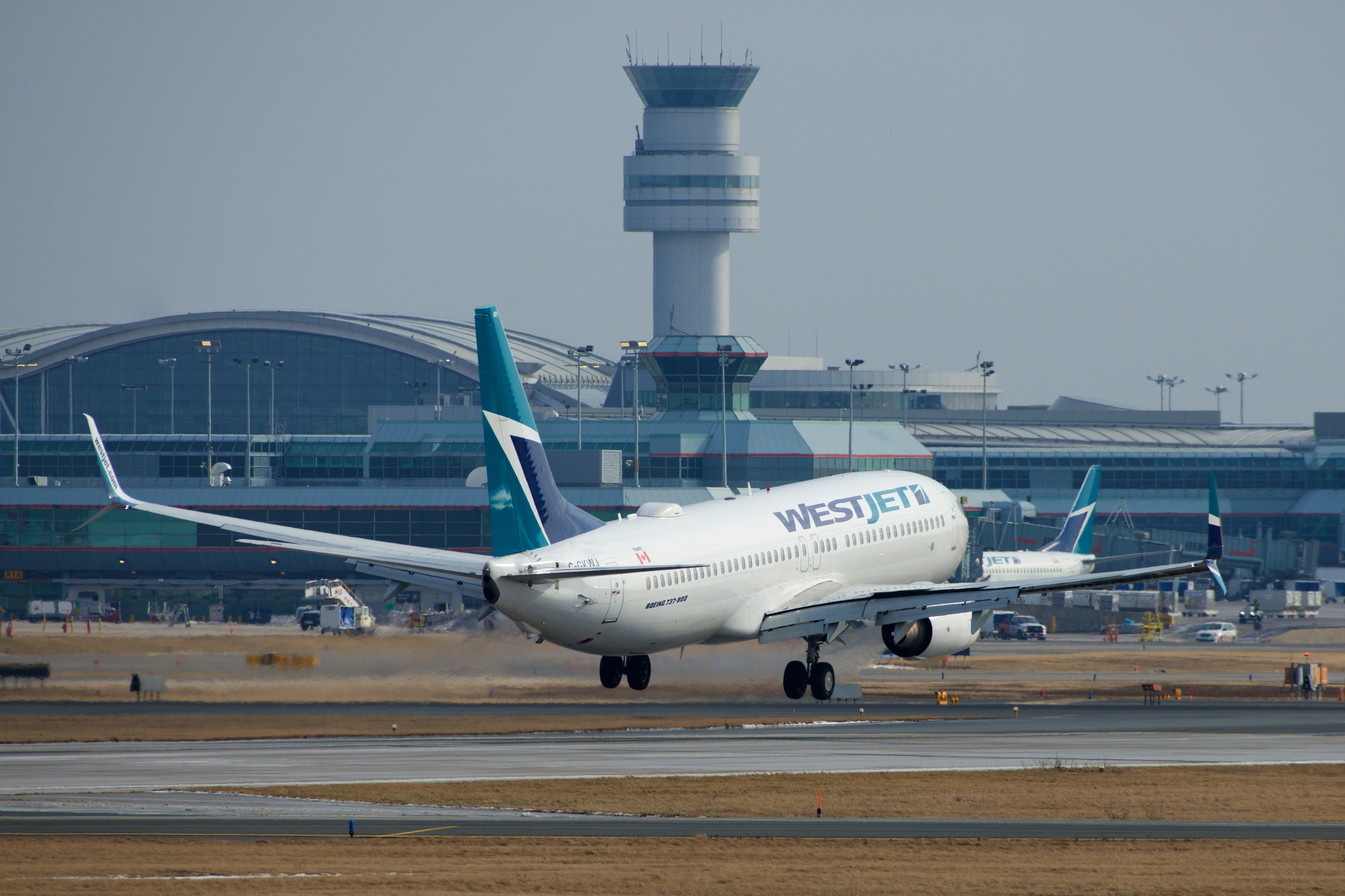
Un Boeing 737-800 de WestJet llegando a YYZ de Vancouver, con las terminales 1 y 3 visibles en el fondo

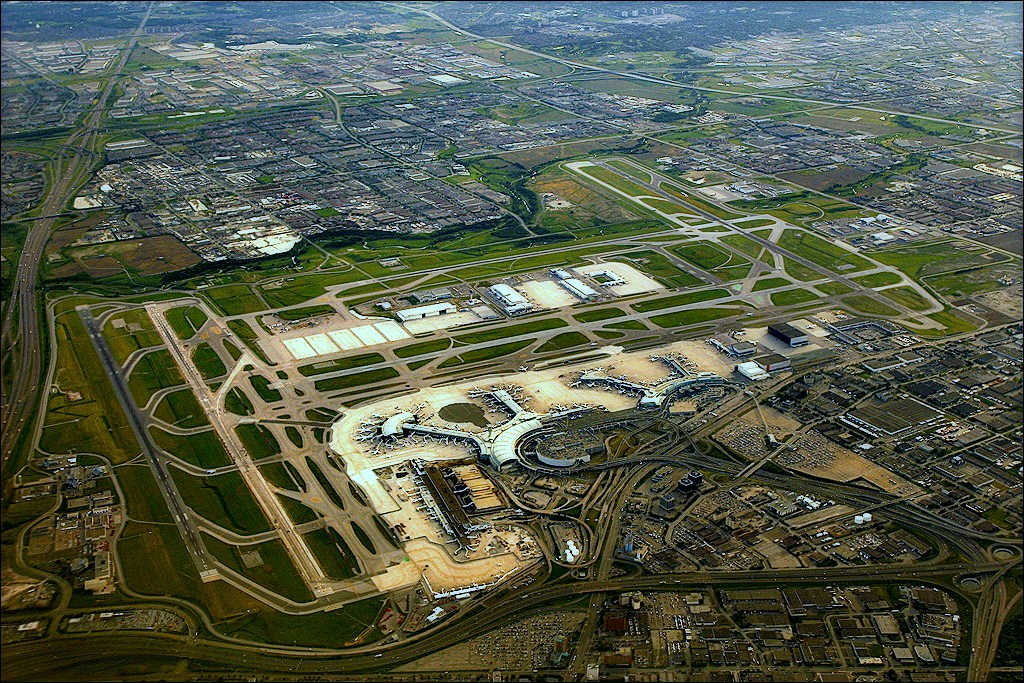
Vista aérea del aeropuerto.

## Aerolíneas y destinos

### Destinos nacionales
| Aerolíneas         | Destinos |
| ------------------ | --- |
| Air Canada         | Calgary, Edmonton, Halifax, Moncton, Montreal–Trudeau, Ottawa, San Juan de Terranova, Saskatoon, Vancouver, Winnipeg, Yellowknife Estacional: Fredericton, Nanaimo                       |
| Air Canada Express | London (ON), Montreal–Trudeau, North Bay, Saint John (NB), Sault Ste. Marie, Sudbury, Sydney (NS), Thunder Bay, Timmins, Windson Estacional: Gander                                      |
| Air Canada Rouge   | Charlottetown, Deer Lake, Fort McMurray, Kelowna, Quebec, Regina, Saskatoon Estacional: Fredericton, Moncton, Nanaimo, Saint John (NB), Thunder Bay, Victoria, Yellowknife               |
| Air North          | Estacional: Whitehorse, Yellowknife |
| Air Transat        | Montreal–Trudeau |
| Flair Airlines     | Abbotsford, Calgary, Edmonton, Halifax, Vancouver, Winnipeg Estacional: Saint John (NB), Thunder Bay                                                                                     |
| Porter Airlines    | Calgary, Edmonton, Halifax, Kelowna, Montreal–Trudeau, Ottawa, San Juan de Terranova, Saskatoon, Vancouver, Victoria, Winnipeg Estacional: Deer Lake, Charlottetown, Quebec, Thunder Bay |
| WestJet            | Calgary, Edmonton, Halifax, Kelowna, Regina, Saskatoon, Vancouver, Winnipeg Estacional: Comox, Montreal–Trudeau, Ottawa, San Juan de Terranova, Victoria                                 |

### Destinos internacionales
| Egipto                       |                                                          | |
| El Cairo                     | Aeropuerto Internacional de El Cairo                     | Egyptair |
| Etiopía                      |                                                          | |
| Adís Abeba                   | Aeropuerto Internacional Bole                            | Ethiopian Airlines |
| Marruecos                    |                                                          | |
| Casablanca                   | Aeropuerto Internacional Mohammed V                      | Royal Air Maroc |
| Norteamérica                 |                                                          | |
| Estados Unidos               |                                                          | |
| Atlanta                      | Aeropuerto Internacional Hartsfield-Jackson              | Air Canada / Air Canada Express / Delta Air Lines                                                                                   |
| Austin                       | Aeropuerto Internacional de Austin-Bergstrom             | Air Canada |
| Boston                       | Aeropuerto Internacional Logan                           | Air Canada |
| Charleston                   | Aeropuerto Internacional de Charleston                   | Air Canada Express |
| Charlotte                    | Aeropuerto Internacional de Charlotte-Douglas            | Air Canada Express / American Eagle                                                                                                 |
| Chicago                      | Aeropuerto Internacional O'Hare                          | Air Canada / Air Canada Express / American Eagle / United Airlines / United Express                                                 |
| Cincinnati                   | Aeropuerto Internacional de Cincinnati/Norte de Kentucky | Air Canada Express |
| Cleveland                    | Aeropuerto Internacional de Cleveland-Hopkins            | Air Canada Express (Estacional) |
| Columbus                     | Aeropuerto Internacional de Puerto Columbus              | Air Canada Express (Estacional) |
| Dallas                       | Aeropuerto Internacional de Dallas-Fort Worth            | Air Canada / American Airlines / American Eagle                                                                                     |
| Denver                       | Aeropuerto Internacional de Denver                       | Air Canada / United Airlines |
| Detroit                      | Aeropuerto Internacional de Detroit                      | Air Canada Express / Delta Connection                                                                                               |
| Filadelfia                   | Aeropuerto Internacional de Filadelfia                   | Air Canada (Estacional) / Air Canada Express / American Eagle                                                                       |
| Fort Lauderdale              | Aeropuerto Internacional de Fort Lauderdale-Hollywood    | Air Canada (Estacional) / Air Canada Rouge / Air Transat / Flair Airlines / Porter Airlines / WestJet                               |
| Fort Myers                   | Aeropuerto Internacional de Florida Suroccidental        | Air Canada Rouge / Porter Airlines (Estacional) / WestJet                                                                           |
| Hartford                     | Aeropuerto Internacional Bradley                         | Air Canada Express |
| Houston                      | Aeropuerto Intercontinental George Bush                  | Air Canada / United Airlines / United Express                                                                                       |
| Indianápolis                 | Aeropuerto Internacional de Indianápolis                 | Air Canada Express (Estacional) |
| Jacksonville                 | Aeropuerto Internacional de Jacksonville                 | Air Canada Express |
| Kansas City                  | Aeropuerto Internacional de Kansas City                  | Air Canada Express (Estacional) |
| Las Vegas                    | Aeropuerto Internacional Harry Reid                      | Air Canada / Air Canada Rouge / Flair Airlines / Porter Airlines / WestJet                                                          |
| Los Ángeles                  | Aeropuerto Internacional de Los Ángeles                  | Air Canada / Porter Airlines / WestJet (Estacional)                                                                                 |
| Miami                        | Aeropuerto Internacional de Miami                        | Air Canada Rouge / American Airlines / Porter Airlines (Estacional)                                                                 |
| Mineápolis                   | Aeropuerto Internacional de Mineápolis-Saint Paul        | Air Canada Express / Delta Connection / Sun Country Airlines (Estacional)                                                           |
| Nashville                    | Aeropuerto Internacional de Nashville                    | Air Canada / WestJet |
| Newark                       | Aeropuerto Internacional Libertad de Newark              | Air Canada Express / United Express                                                                                                 |
| Nueva Orleans                | Aeropuerto Internacional Louis Armstrong                 | Air Canada |
| Nueva York                   | Aeropuerto Internacional John F. Kennedy                 | Air Canada Express / American Eagle / Delta Connection / Flair Airlines                                                             |
| Nueva York                   | Aeropuerto LaGuardia                                     | Air Canada / Air Canada Express / American Eagle / Delta Connection / Porter Airlines                                               |
| Orlando                      | Aeropuerto Internacional de Orlando                      | Air Canada / Air Canada Rouge / Air Transat / Flair Airlines (Estacional) / Porter Airlines / WestJet                               |
| Palm Springs                 | Aeropuerto Internacional de Palm Springs                 | Air Canada Rouge (Estacional) / Flair Airlines (Estacional) / Porter Airlines (Estacional)                                          |
| Phoenix                      | Aeropuerto Internacional de Phoenix-Sky Harbor           | Air Canada (Estacional) / Air Canada Rouge (Estacional) / Porter Airlines                                                           |
| Pittsburgh                   | Aeropuerto Internacional de Pittsburgh                   | Air Canada Express |
| Portland                     | Aeropuerto Internacional de Portland                     | Air Canada Rouge (Estacional) |
| Raleigh/Durham               | Aeropuerto Internacional de Raleigh-Durham               | Air Canada (Estacional) / Air Canada Express                                                                                        |
| Sacramento                   | Aeropuerto Internacional de Sacramento                   | Air Canada |
| Salt Lake City               | Aeropuerto Internacional de Salt Lake City               | Air Canada (Estacional) / Delta Air Lines (finaliza el 5 de noviembre de 2025)                                                      |
| San Diego                    | Aeropuerto Internacional de San Diego                    | Air Canada |
| San Luis                     | Aeropuerto Internacional Lambert                         | Air Canada (Estacional) / Air Canada Express                                                                                        |
| San Francisco                | Aeropuerto Internacional de San Francisco                | Air Canada / Porter Airlines / United Airlines                                                                                      |
| Sarasota                     | Aeropuerto Internacional de Sarasota-Bradenton           | Air Canada Rouge (Estacional) |
| Seattle                      | Aeropuerto Internacional de Seattle-Tacoma               | Air Canada / Alaska Airlines |
| Tampa                        | Aeropuerto Internacional de Tampa                        | Air Canada Rouge / Porter Airlines / WestJet                                                                                        |
| West Palm Beach              | Aeropuerto Internacional de Palm Beach                   | Air Canada (Estacional) / Porter Airlines (Estacional)                                                                              |
| Washington D. C.             | Aeropuerto Internacional de Washington-Dulles            | Air Canada (Estacional) / Air Canada Express / United Express                                                                       |
| Washington D. C.             | Aeropuerto Nacional Ronald Reagan de Washington          | Air Canada Express / American Eagle                                                                                                 |
| México                       |                                                          | |
| Cancún                       | Aeropuerto Internacional de Cancún                       | Air Canada / Air Transat / Flair Airlines / Porter Airlines (Estacional) (inicia el 5 de noviembre de 2025) / WestJet               |
| Ciudad de México             | Aeropuerto Internacional de la Ciudad de México          | Aeroméxico / Air Canada / Flair Airlines (inicia el 28 de octubre de 2025)                                                          |
| Cozumel                      | Aeropuerto Internacional de Cozumel                      | Air Canada Rouge (Estacional) / WestJet (Estacional)                                                                                |
| Guadalajara                  | Aeropuerto Internacional de Guadalajara                  | Air Canada (Estacional) (inicia el 4 de noviembre de 2025) / Flair Airlines                                                         |
| Huatulco                     | Aeropuerto Internacional de Bahías de Huatulco           | Air Canada Rouge (Estacional) / WestJet (Estacional)                                                                                |
| Ixtapa Zihuatanejo           | Aeropuerto Internacional de Ixtapa-Zihuatanejo           | Air Canada Rouge (Estacional) |
| Mérida                       | Aeropuerto Internacional de Mérida                       | WestJet (Estacional) |
| Monterrey                    | Aeropuerto Internacional de Monterrey                    | Air Canada (Estacional) |
| Puerto Escondido             | Aeropuerto Internacional de Puerto Escondido             | Air Canada (Estacional) (inicia el 17 de diciembre de 2025)                                                                         |
| Puerto Vallarta              | Aeropuerto Internacional de Puerto Vallarta              | Air Canada / Air Transat (Estacional) / Flair Airlines / Porter Airlines (Estacional) (inicia el 14 de noviembre de 2025) / WestJet |
| San José del Cabo            | Aeropuerto Internacional de Los Cabos                    | Air Canada Rouge (Estacional) |
| Tulum                        | Aeropuerto Internacional de Tulum                        | Air Canada (Estacional) / WestJet (Estacional)                                                                                      |
| Centroamérica y El Caribe    |                                                          | |
| Antigua y Barbuda            |                                                          | |
| Saint John                   | Aeropuerto Internacional V. C. Bird                      | Air Canada Rouge / WestJet |
| Aruba                        |                                                          | |
| Oranjestad                   | Aeropuerto Internacional Reina Beatrix                   | Air Canada Rouge (Estacional) / WestJet                                                                                             |
| Bahamas                      |                                                          | |
| Freeport                     | Aeropuerto Internacional de Grand Bahama                 | WestJet (Estacional) |
| Exuma                        | Aeropuerto Internacional de Exuma                        | Air Canada (Estacional) |
| Nasáu                        | Aeropuerto Internacional Lynden Pindling                 | Air Canada / Porter Airlines (Estacional) (inicia el 26 de noviembre de 2025) / WestJet                                             |
| Barbados                     |                                                          | |
| Bridgetown                   | Aeropuerto Internacional Grantley Adams                  | Air Canada / WestJet |
| Belice                       |                                                          | |
| Ciudad de Belice             | Aeropuerto Internacional Philip S. W. Goldson            | Air Canada Rouge (Estacional) / WestJet (Estacional)                                                                                |
| Bermudas                     |                                                          | |
| Hamilton                     | Aeropuerto Internacional L.F. Wade                       | Air Canada Rouge / BermudAir |
| Bonaire                      |                                                          | |
| Kralendijk                   | Aeropuerto Internacional Flamingo                        | WestJet (Estacional) |
| Costa Rica                   |                                                          | |
| Liberia                      | Aeropuerto de Guanacaste                                 | Air Canada / Air Transat (Estacional) / Porter Airlines (Estacional) (inicia el 4 de diciembre de 2025) / WestJet                   |
| San José                     | Aeropuerto Internacional Juan Santamaría                 | Air Canada / Air Transat (Estacional)                                                                                               |
| Cuba                         |                                                          | |
| Cayo Coco                    | Aeropuerto Internacional de Jardines del Rey             | Air Canada Rouge / Air Transat / WestJet                                                                                            |
| Holguín                      | Aeropuerto Internacional Frank País                      | Air Canada Rouge / Air Transat |
| La Habana                    | Aeropuerto Internacional José Martí                      | WestJet (Estacional) (inicia el 18 de diciembre de 2025)                                                                            |
| Santa Clara                  | Aeropuerto Internacional Abel Santamaría                 | Air Canada Rouge (Estacional) / Air Transat                                                                                         |
| Varadero                     | Aeropuerto Juan Gualberto Gómez                          | Air Canada Rouge / Air Transat / WestJet (Estacional)                                                                               |
| Curazao                      |                                                          | |
| Willemstad                   | Aeropuerto Internacional Hato                            | Air Canada / WestJet (Estacional)                                                                                                   |
| El Salvador                  |                                                          | |
| San Salvador                 | Aeropuerto Internacional de El Salvador                  | Avianca El Salvador |
| Granada                      |                                                          | |
| Saint George                 | Aeropuerto Internacional Maurice Bishop                  | Air Canada / WestJet (Estacional)                                                                                                   |
| Guadalupe                    |                                                          | |
| Pointe-à-Pitre               | Aeropuerto Internacional de Pointe-à-Pitre               | Air Canada (Estacional) (inicia el 20 de diciembre de 2025)                                                                         |
| Honduras                     |                                                          | |
| Roatán                       | Aeropuerto Internacional Juan Manuel Gálvez              | WestJet (Estacional) |
| Islas Caimán                 |                                                          | |
| Gran Caimán                  | Aeropuerto Internacional Owen Roberts                    | Air Canada Rouge / Porter Airlines (Estacional) (inicia el 16 de diciembre de 2025) / WestJet                                       |
| Islas Turcas y Caicos        |                                                          | |
| Providenciales               | Aeropuerto Internacional de Providenciales               | Air Canada / WestJet (Estacional)                                                                                                   |
| Jamaica                      |                                                          | |
| Kingston                     | Aeropuerto Internacional Norman Manley                   | Air Canada / Air Canada Rouge / Caribbean Airlines / Flair Airlines / WestJet                                                       |
| Montego Bay                  | Aeropuerto Internacional Sir Donald Sangster             | Air Canada Rouge / Air Transat / WestJet                                                                                            |
| Martinica                    |                                                          | |
| Fort-de-France               | Aeropuerto Internacional de Martinica Aimé Césaire       | Air Canada (Estacional) |
| Panamá                       |                                                          | |
| Panamá                       | Aeropuerto Internacional de Tocumen                      | Air Canada (Estacional) / Copa Airlines                                                                                             |
| Río Hato                     | Aeropuerto Internacional Scarlett Martínez               | Air Transat (Estacional) |
| Puerto Rico                  |                                                          | |
| San Juan                     | Aeropuerto Internacional Luis Muñoz Marín                | Air Canada Rouge (Estacional) / Air Transat (Estacional) / WestJet (Estacional)                                                     |
| República Dominicana         |                                                          | |
| La Romana                    | Aeropuerto Internacional de La Romana                    | Air Transat (Estacional) |
| Puerto Plata                 | Aeropuerto Internacional Gregorio Luperón                | Air Canada Rouge / Air Transat / WestJet (Estacional)                                                                               |
| Punta Cana                   | Aeropuerto Internacional de Punta Cana                   | Air Canada (Estacional) / Air Canada Rouge (Estacional) / Air Transat / Arajet / Flair Airlines (Estacional) / WestJet              |
| Samaná                       | Aeropuerto Internacional Presidente Juan Bosch           | Air Canada Rouge (Estacional) / Air Transat / WestJet (Estacional) (inicia el 11 de diciembre de 2025)                              |
| San Cristóbal y Nieves       |                                                          | |
| Basseterre                   | Aeropuerto Internacional Robert L. Bradshaw              | Air Canada Rouge (Estacional) |
| San Vicente y las Granadinas |                                                          | |
| Kingstown                    | Aeropuerto Internacional de Argyle                       | Air Canada |
| Santa Lucía                  |                                                          | |
| Castries                     | Aeropuerto Internacional Hewanorra                       | Air Canada Rouge / WestJet |
| San Martín                   |                                                          | |
| Philipsburg                  | Aeropuerto Internacional Princesa Juliana                | Air Canada (Estacional) / Air Transat (Estacional) / WestJet                                                                        |
| Trinidad y Tobago            |                                                          | |
| Puerto España                | Aeropuerto Internacional de Piarco                       | Air Canada / Caribbean Airlines |
| Sudamérica                   |                                                          | |
| Argentina                    |                                                          | |
| Buenos Aires                 | Aeropuerto Internacional Ministro Pistarini              | Air Canada |
| Brasil                       |                                                          | |
| Río de Janeiro               | Aeropuerto Internacional de Galeão                       | Air Canada (Estacional) (reinicia el 4 de diciembre de 2025) / Air Transat (inicia el 4 de febrero de 2026)                         |
| São Paulo                    | Aeropuerto Internacional de São Paulo-Guarulhos          | Air Canada |
| Chile                        |                                                          | |
| Santiago de Chile            | Aeropuerto Internacional Arturo Merino Benítez           | Air Canada (Estacional) |
| Colombia                     |                                                          | |
| Bogotá                       | Aeropuerto Internacional El Dorado                       | Air Canada / Avianca |
| Cartagena de Indias          | Aeropuerto Internacional Rafael Núñez                    | Air Canada (Estacional) (reinicia el 20 de diciembre de 2025) / Air Transat (Estacional)                                            |
| Medellín                     | Aeropuerto Internacional José María Córdova              | Air Transat (Estacional) (inicia el 1 de noviembre de 2025)                                                                         |
| Guyana                       |                                                          | |
| Georgetown                   | Aeropuerto Internacional Cheddi Jagan                    | Air Transat (Estacional) (inicia el 16 de diciembre de 2025) / Caribbean Airlines                                                   |
| Perú                         |                                                          | |
| Lima                         | Aeropuerto Internacional Jorge Chávez                    | Air Canada (Estacional) (reinicia el 5 de diciembre de 2025) / Air Transat                                                          |
| Asia                         |                                                          | |
| Arabia Saudita               |                                                          | |
| Yeda                         | Aeropuerto Internacional Rey Abdulaziz                   | Saudia |
| Bangladés                    |                                                          | |
| Daca                         | Aeropuerto Internacional de Daca-Hazrat Shahjalal        | Biman Bangladesh Airlines |
| Catar                        |                                                          | |
| Doha                         | Aeropuerto Internacional Hamad                           | Qatar Airways |
| China                        |                                                          | |
| Cantón                       | Aeropuerto Internacional de Cantón-Baiyun                | China Southern Airlines |
| Pekín                        | Aeropuerto Internacional de Pekín-Capital                | Air China / Hainan Airlines |
| Shanghái                     | Aeropuerto Internacional de Shanghái-Pudong              | China Eastern Airlines |
| Corea del Sur                |                                                          | |
| Seúl                         | Aeropuerto Internacional de Incheon                      | Air Canada / Korean Air |
| EAU                          |                                                          | |
| Abu Dabi                     | Aeropuerto Internacional de Abu Dabi                     | Etihad Airways |
| Dubái                        | Aeropuerto Internacional de Dubái                        | Air Canada / Emirates |
| Filipinas                    |                                                          | |
| Manila                       | Aeropuerto Internacional Ninoy Aquino                    | Philippine Airlines |
| Hong Kong                    |                                                          | |
| Hong Kong                    | Aeropuerto Internacional de Hong Kong                    | Cathay Pacific |
| India                        |                                                          | |
| Bombay                       | Aeropuerto Internacional Chhatrapati Shivaji             | Air Canada (Estacional) |
| Nueva Delhi                  | Aeropuerto Internacional Indira Gandhi                   | Air Canada / Air India |
| Israel                       |                                                          | |
| Tel Aviv                     | Aeropuerto Internacional Ben Gurión                      | Air Canada (reinicia el 9 de octubre de 2025)                                                                                       |
| Japón                        |                                                          | |
| Osaka                        | Aeropuerto Internacional de Kansai                       | Air Canada (Estacional) |
| Tokio                        | Aeropuerto Internacional de Haneda                       | Air Canada |
| Tokio                        | Aeropuerto Internacional de Narita                       | Air Canada |
| Jordania                     |                                                          | |
| Amán                         | Aeropuerto Internacional Reina Alia                      | Royal Jordanian |
| Pakistán                     |                                                          | |
| Islamabad                    | Aeropuerto Internacional Benazir Bhutto                  | Pakistan International Airlines |
| Karachi                      | Aeropuerto Internacional Jinnah                          | Pakistan International Airlines |
| Lahore                       | Aeropuerto Internacional Allama Iqbal                    | Pakistan International Airlines |
| Taiwán                       |                                                          | |
| Taipéi                       | Aeropuerto Internacional de Taiwán Taoyuan               | EVA Air |
| Europa                       |                                                          | |
| Alemania                     |                                                          | |
| Berlín                       | Aeropuerto de Berlín-Brandeburgo Willy Brandt            | Air Transat (Estacional) |
| Fráncfort                    | Aeropuerto de Fráncfort del Meno                         | Air Canada / Condor / Lufthansa |
| Múnich                       | Aeropuerto Internacional de Múnich-Franz Josef Strauss   | Air Canada / Lufthansa (Estacional)                                                                                                 |
| Austria                      |                                                          | |
| Viena                        | Aeropuerto de Viena-Schwechat                            | Air Canada |
| Bélgica                      |                                                          | |
| Bruselas                     | Aeropuerto de Bruselas                                   | Air Canada (Estacional) |
| Croacia                      |                                                          | |
| Zagreb                       | Aeropuerto de Zagreb-Franjo Tuđman                       | Air Transat (Estacional) |
| Dinamarca                    |                                                          | |
| Copenhague                   | Aeropuerto de Copenhague-Kastrup                         | Air Canada / Scandinavian Airlines System (Estacional)                                                                              |
| España                       |                                                          | |
| Barcelona                    | Aeropuerto Josep Tarradellas Barcelona-El Prat           | Air Canada (Estacional) / Air Transat (Estacional)                                                                                  |
| Madrid                       | Aeropuerto Adolfo Suárez Madrid-Barajas                  | Air Canada |
| Finlandia                    |                                                          | |
| Helsinki                     | Aeropuerto de Helsinki-Vantaa                            | Finnair (Estacional) (reinicia el 4 de mayo de 2026)                                                                                |
| Francia                      |                                                          | |
| París                        | Aeropuerto de París-Charles de Gaulle                    | Air Canada / Air France / Air Transat (Estacional)                                                                                  |
| Grecia                       |                                                          | |
| Atenas                       | Aeropuerto Internacional Eleftherios Venizelos           | Air Canada (Estacional) / Air Transat (Estacional)                                                                                  |
| Irlanda                      |                                                          | |
| Dublín                       | Aeropuerto de Dublín                                     | Aer Lingus / Air Canada / Air Transat (Estacional) / WestJet (Estacional)                                                           |
| Islandia                     |                                                          | |
| Reikiavik                    | Aeropuerto Internacional de Keflavík                     | Air Canada (Estacional) / Icelandair                                                                                                |
| Italia                       |                                                          | |
| Lamezia Terme                | Aeropuerto Internacional de Lamezia Terme                | Air Transat (Estacional) |
| Milán                        | Aeropuerto de Milán-Malpensa                             | Air Canada / Neos |
| Roma                         | Aeropuerto de Roma-Fiumicino                             | Air Canada / Air Transat (Estacional) / ITA Airways                                                                                 |
| Venecia                      | Aeropuerto Internacional Marco Polo                      | Air Canada (Estacional) / Air Transat (Estacional)                                                                                  |
| Países Bajos                 |                                                          | |
| Ámsterdam                    | Aeropuerto de Ámsterdam-Schiphol                         | Air Canada / Air Transat (Estacional) / KLM                                                                                         |
| Polonia                      |                                                          | |
| Varsovia                     | Aeropuerto de Varsovia-Chopin                            | LOT Polish Airlines |
| Portugal                     |                                                          | |
| Faro                         | Aeropuerto de Faro                                       | Air Transat |
| Funchal                      | Aeropuerto de Madeira                                    | SATA Air Açores (Estacional) |
| Lisboa                       | Aeropuerto de Lisboa                                     | Air Canada / Air Transat / TAP Portugal                                                                                             |
| Oporto                       | Aeropuerto de Oporto-Francisco Sá Carneiro               | Air Transat / SATA Air Açores |
| Ponta Delgada                | Aeropuerto Juan Pablo II                                 | SATA Air Açores |
| Terceira                     | Aeropuerto de Lajes                                      | SATA Air Açores (Estacional) |
| Reino Unido                  |                                                          | |
| Edimburgo                    | Aeropuerto de Edimburgo                                  | Air Canada / WestJet (Estacional)                                                                                                   |
| Glasgow                      | Aeropuerto Internacional de Glasgow                      | Air Transat |
| Londres                      | Aeropuerto de Londres-Gatwick                            | Air Transat |
| Londres                      | Aeropuerto de Londres-Heathrow                           | Air Canada / British Airways / Virgin Atlantic                                                                                      |
| Mánchester                   | Aeropuerto de Mánchester                                 | Air Canada (Estacional) / Air Transat                                                                                               |
| República Checa              |                                                          | |
| Praga                        | Aeropuerto de Praga                                      | Air Canada (Estacional) |
| Suecia                       |                                                          | |
| Estocolmo                    | Aeropuerto de Estocolmo-Arlanda                          | Air Canada (Estacional) / Scandinavian Airlines System (Estacional)                                                                 |
| Suiza                        |                                                          | |
| Zúrich                       | Aeropuerto Internacional de Zúrich                       | Air Canada / Swiss International Air Lines (Estacional)                                                                             |
| Turquía                      |                                                          | |
| Estambul                     | Aeropuerto de Estambul                                   | Air Transat (inicia el 6 de diciembre de 2025)/ Turkish Airlines                                                                    |
| Oceanía                      |                                                          | |
| Australia                    |                                                          | |
| Sídney                       | Aeropuerto Internacional Kingsford Smith                 | Air Canada |
| Estados Unidos Hawái         |                                                          | |
| Honolulu                     | Aeropuerto Internacional Daniel K. Inouye                | Air Canada (Estacional) |
| Kahului                      | Aeropuerto de Kahului                                    | Air Canada (Estacional) |

### Cargo
| Aerolíneas           | Destinos | Centro de carga |
| -------------------- | --- | --------------- |
| Air Canada Cargo     | Atlanta, Basilea/Mulhouse, Chicago–O'Hare, Ciudad de México–AIFA, Colonia/Bonn, Dallas/Fort Worth, Estambul, Fráncfort, Guadalajara, Halifax, Lieja, Lima, Madrid, Miami, Quito, San Juan, San Juan de Terranova, Vancouver | Carga Oeste     |
| Cathay Pacific Cargo | Anchorage, Hong Kong, Nueva York–JFK | Carga Oeste     |
| China Southern Cargo | Qingdao, Shanghái–Pudong, Vancouver | Carga Oeste     |
| EVA Air Cargo        | Taipéi–Taoyuan | Carga Oeste     |
| FedEx Express        | Calgary, Edmonton, Indianápolis, Memphis, Mineápolis/St. Paul, Montreal–Mirabel, North Bay, Sault Ste. Marie (ON), Sudbury, Timmins, Vancouver, Winnipeg                                                                    | FedEx           |
| Korean Air Cargo     | Anchorage, Nueva York–JFK, Seúl–Incheon | Carga Oeste     |
| Lufthansa Cargo      | Fráncfort | Carga Oeste     |
| MNG Airlines         | Estambul, Lieja, Nueva York–JFK | Carga Oeste     |
| TAP Air Portugal     | Lisboa, Zaragoza | VISTA           |
| Turkish Cargo        | Chicago-O'Hare, Estambul, Nueva York–JFK | Carga Oeste     |
| UPS Airlines         | Anchorage, Louisville | VISTA           |
| WestJet Cargo        | Calgary, Halifax, Miami, Vancouver | Carga Oeste     |

## Estadísticas

### Tráfico anual
| Año  | Pasajeros totales | % cambio | Nacionales | % cambio | Transfronterizo | % cambio    | Internacional | % cambio |
| ---- | ----------------- | -------- | ---------- | -------- | --------------- | ----------- | ------------- | -------- |
| 2024 | 46,800,000        | 4.4%     | 16,400,000 | 0.6%     | Sin cambios     | Sin cambios | 30,400,000    | 6.6%     |
| 2023 | 44,800,000        | 25.8%    | 16,500,000 | 15.3%    | Sin cambios     | Sin cambios | 28,500,000    | 32.9%    |
| 2022 | 35,600,000        | 180.0%   | 14,300,000 | 111.5%   | Sin cambios     | Sin cambios | 21,300,000    | 260.1%   |
| 2021 | 12,700,000        | -4.5%    | 6,800,000  | 24.4%    | [ Nota 2 ]      | Sin cambios | 5,900,000     | 25.66%   |
| 2020 | 13,307,077        | 73.65%   | 5,449,924  | 70.39%   | 3,032,582       | 78.09%      | 4,824,571     | 73.56%   |
| 2019 | 50,499,431        | 2.0%     | 18,108,953 | 1.2%     | 13,847,414      | 1.9%        | 18,543,064    | 2.9%     |
| 2018 | 49,507,418        | 5.0%     | 17,860,337 | 2.2%     | 13,570,570      | 5.6%        | 18,076,511    | 7.6%     |
| 2017 | 47,130,358        | 6.3%     | 17,475,217 | 3.4%     | 12,855,891      | 6.6%        | 16,799,250    | 9.3%     |
| 2016 | 44,335,198        | 8.0%     | 16,906,560 | 6.6%     | 12,054,296      | 8.1%        | 15,374,342    | 9.6%     |
| 2015 | 41,036,847        | 6.4%     | 15,859,289 | 4.4%     | 11,154,435      | 6.2%        | 14,023,123    | 8.9%     |
| 2014 | 38,571,961        | 6.8%     | 15,192,126 | 5.6%     | 10,506,070      | 6.8%        | 12,874,220    | 8.3%     |
| 2013 | 36,107,306        | 3.4%     | 14,385,001 | 5.4%     | 9,838,121       | 3.9%        | 11,884,184    | 0.7%     |
| 2012 | 34,911,850        | 4.4%     | 13,646,163 | 4.3%     | 9,464,858       | 5.4%        | 11,800,829    | 3.7%     |
| 2011 | 33,435,277        | 4.7%     | 13,078,513 | 2.7%     | 8,979,103       | 4.1%        | 11,377,661    | 7.6%     |
| 2010 | 31,936,098        | 5.2%     | 12,730,680 | 0.1%     | 8,628,851       | 6.9%        | 10,576,567    | 10.6%    |
| 2009 | 30,368,339        | −6.0%    | 12,730,047 | −7.8%    | 8,074,027       | −8.3%       | 9,564,265     | −1.5%    |
| 2008 | 32,334,831        | 2.8%     | 13,812,866 | 0.5%     | 8,805,898       | −0.8%       | 9,716,067     | 10.1%    |
| 2007 | 31,446,199        | 2.1%     | 13,744,155 | 3.3%     | 8,879,180       | −0.3%       | 8,822,864     | 2.8%     |
| 2006 | 30,794,581        | 2.9%     | 13,309,531 | 3.1%     | 8,906,324       | 1.2%        | 8,578,726     | 4.6%     |
| 2005 | 29,914,750        | 4.5%     | 12,906,457 | 2.1%     | 8,803,505       | 4.5%        | 8,204,788     | 8.6%     |
| 2004 | 28,615,981        | 15.7%    | 12,636,748 | 14.6%    | 8,422,537       | 15.1%       | 7,556,696     | 18%      |
| 2003 | 24,739,312        | ––––     | 11,021,760 | ––––     | 7,316,287       | ––––        | 6,401,265     | ––––     |

Nota
1. ↑  Para fines operativos y estadísticos, se hace una distinción entre vuelos "transfronterizos" e "internacionales" en Toronto Pearson y en cualquier otro aeropuerto de Canadá con pre-despacho de aduana de Estados Unidos. Un vuelo "transfronterizo" es un vuelo entre Canadá y un destino en los Estados Unidos, mientras que un vuelo "internacional" es un vuelo entre Canadá y un destino que no está dentro de los Estados Unidos o Canadá, y se define un vuelo "nacional" como un vuelo solo dentro de los territorios canadienses.
2. ↑   A partir de 2021, GTAA ha combinado las estadísticas de pasajeros "transfronterizos" e "internacionales" como "internacionales".

## Aeropuertos cercanos
Los aeropuertos más cercanos son:
- Aeropuerto Toronto City Centre (20km)
- Aeropuerto Internacional de Hamilton-Munro (Canadá) (62km)
- Aeropuerto Internacional de la Región de Waterloo (65km)
- Aeropuerto de Cataratas del Niágara (85km)
- Aeropuerto Internacional de Búfalo-Niágara (110km)